# Trái tim hai mặt
Jai Luang (tên tiếng Thái: ใจลวง, tên tiếng Việt: Trái tim hai mặt / Con tim dối lừa) là phim truyền hình Thái Lan phát sóng vào năm 2017. Phim phát sóng trên đài Channel 8 Thái Lan từ ngày 16 tháng 08 năm 2017. Phim với sự tham gia của Jira Danbawornkiat và Gaewalin Sriwanna.

## Nội dung
Raveet (Jean) và Pring (Fang) là chị em họ, tuy nhiên, Pring ghen tị với Raveet vì Raveet có mọi thứ và kể cả người bạn trai tuyệt vời Yemann (Puri). Pring và mẹ cô tìm mọi cách để chiếm mọi thứ của Raveet để thỏa mãn sự ghen tị của họ. Pring đã quyến rũ Yemann và khiến anh ta buộc phải kết hôn với cô. Raveet cũng không ưa gì họ vì mẹ của Pring là nguyên nhân khiến mẹ của Raveet rời khỏi nhà.
Thaywa (Fluke) là một người cha đơn thân với một cô con gái tên Tawan. Thaywa gặp và trúng tiếng sét ái tình với Raveet. Raveet ban đầu nghĩ rằng anh ta là một người cha vô trách nhiệm và là một tay chơi bời, nên không thích anh ấy. Raveet ngày trước có một người bạn tên Prasin. Prasin từng thích Raveet nhưng bị cô từ chối, sau đó, anh ấy đến với Da, em gái của Thaywa. Sau đó, không biết vì lý do gì mà Prasin lại chết. Điều này khiến Da căm hận Raveet và đổ lỗi cho cô về cái chết của Prasin. Da mong muốn Thaywa sẽ giúp cô trả thù và khiến Raveet đau khổ. Vì vậy, Thaywa tìm cách để kết hôn với Raveet. Nhưng cuối cùng, giữa tình yêu và thù hận, Thaywa sẽ giải quyết như thế nào?

## Diễn viên
- Jira Danbawornkiat vai Thaywa
- Gaewalin Sriwanna vai Raveepriya
- Puri Hiranprueck vai Wemann/Yemann
- Pitchaya Chaowalit vai Pring
- Kitkasem McFadden vai Petchtae (em cùng cha khác mẹ Pring)
- Mananya Triyanon vai Darika/Da (em gái Thaywa)
- Shorlajhan Wannapks vai Jan (bạn Raveepriya)
- Pongpisut Pue-On vai Meka
- Thitiwat Ritprasert vai Manat
- Aljira Kaewsawang vai Darin (Rin)
- Nahathai Pichitra vai Patcha (mẹ Pring & Petchtae)
- Phutharit Prombandal vai Wisanu
- Kanlaya Lertkasemsub vai Ing-On
- Wiwat Phasomsab vai Barom (bố Thaywa)
- Apassara Intalatchum vai Rarisa (cháu nội Barom)
- Catherine Chantrawisoot vai Tawan (con đẻ Darika & Prasin, được Thaywa nuôi nấng)
- Wayne Falconer vai Mit
- Vittavat Singlumpong vai Prasin (người yêu Darika đã mất)
- Athiwat Sanitwong Na Ayutthaya vai Aroom (chồng cũ Patcha)

## Ca khúc nhạc phim
- ไม่รักเธอ / Mai Ruk Tur - Bowling Manida

## Rating
- Tập 1: 0.4
- Tập 2: 0.3
- Tập 3: 0.5
- Tập 4: 0.5
- Tập 5: 0.4
- Tập 6: 0.4
- Tập 7: 0.6
- Tập 8: 0.6
- Tập 9: 0.5
- Tập 10: 0.4
- Tập 11: 0.7
- Tập 12: 0.6
- Tập 13: 0.6
- Tập 14: 0.5
- Tập 15: 0.5
- Tập 16: 0.7
- Tập 17: 0.5
- Tập 18: 0.7
- Tập 19: 0.8
- Tập 20: 0.7
- Tập 21: 0.7
- Tập 22: 0.7
- Tập 23: 0.5
- Tập 24: 0.7
- Tập 25: 0.8
- Tập 26: 0.6
- Tập 27: 1.0
- Tập 28: 1.3

Trung bình: 0.61